# Jakub Kadák
Jakub Kadák, né le 14 décembre 2000 à Trenčín en Slovaquie, est un footballeur international slovaque qui évolue au poste de milieu offensif au FC Lucerne.

## Biographie

### En club
Né à Trenčín en Slovaquie, Jakub Kadák est formé par le club local de l'AS Trenčín. Il joue son premier match en professionnel le 10 mars 2018, lors d'une rencontre de championnat face au FC Spartak Trnava. Il entre en jeu à la place de Lukáš Skovajsa (en) et son équipe est battue par deux buts à un.
Le 18 juillet 2022, Jakub Kadák rejoint la Suisse pour s'engager en faveur du FC Lucerne. Il signe un contrat de quatre ans, soit jusqu'en juin 2026.
Kadák inscrit son premier but pour le FC Lucerne le 20 août 2022, à l'occasion d'une rencontre de coupe de Suisse face au FC Schötz (en). Il est titularisé et participe à la victoire de son équipe par quatre buts à zéro. Il marque pour la première fois dans le championnat suisse le 10 septembre 2022, lors de la large victoire de son équipe contre le FC Winterthour (0-6 score final),. Le 15 octobre 2022, lors d'une rencontre de championnat perdue face au FC Sion (2-0 score final), Kadák se blesse sérieusement. Souffrant d'une déchirure du ligament externe du genou gauche, il est absent pour plusieurs mois.

### En sélection
Jakub Kadák honore sa première sélection avec l'équipe nationale de Slovaquie le 19 novembre 2023, lors d'un match contre la Bosnie-Herzégovine. Il entre en jeu à la place de Ondrej Duda lors de cette rencontre remportée par son équipe sur le score de deux buts à un.